# 麥克法蘭海峽

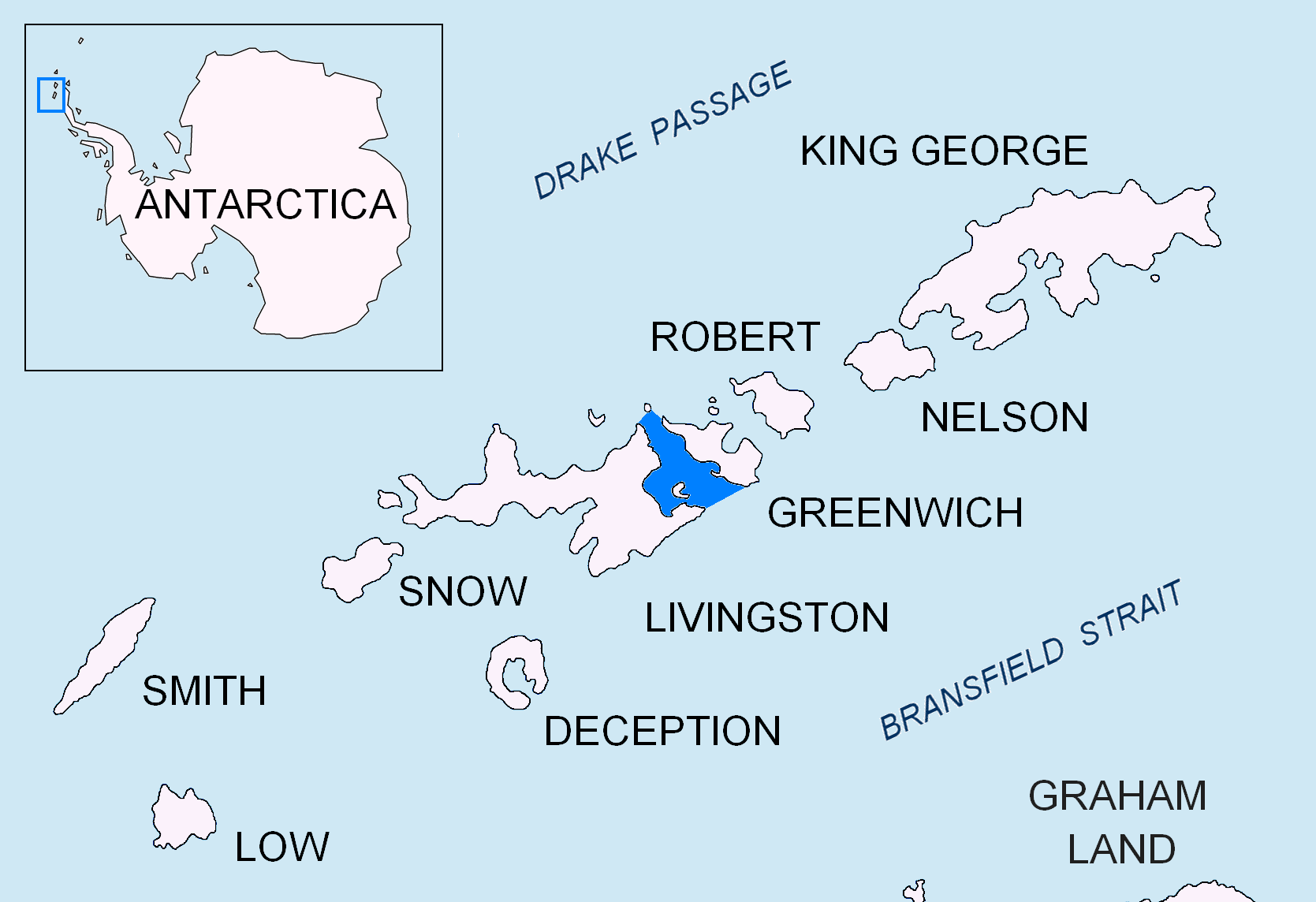
顯示區域為麥克法蘭海峽的位置。

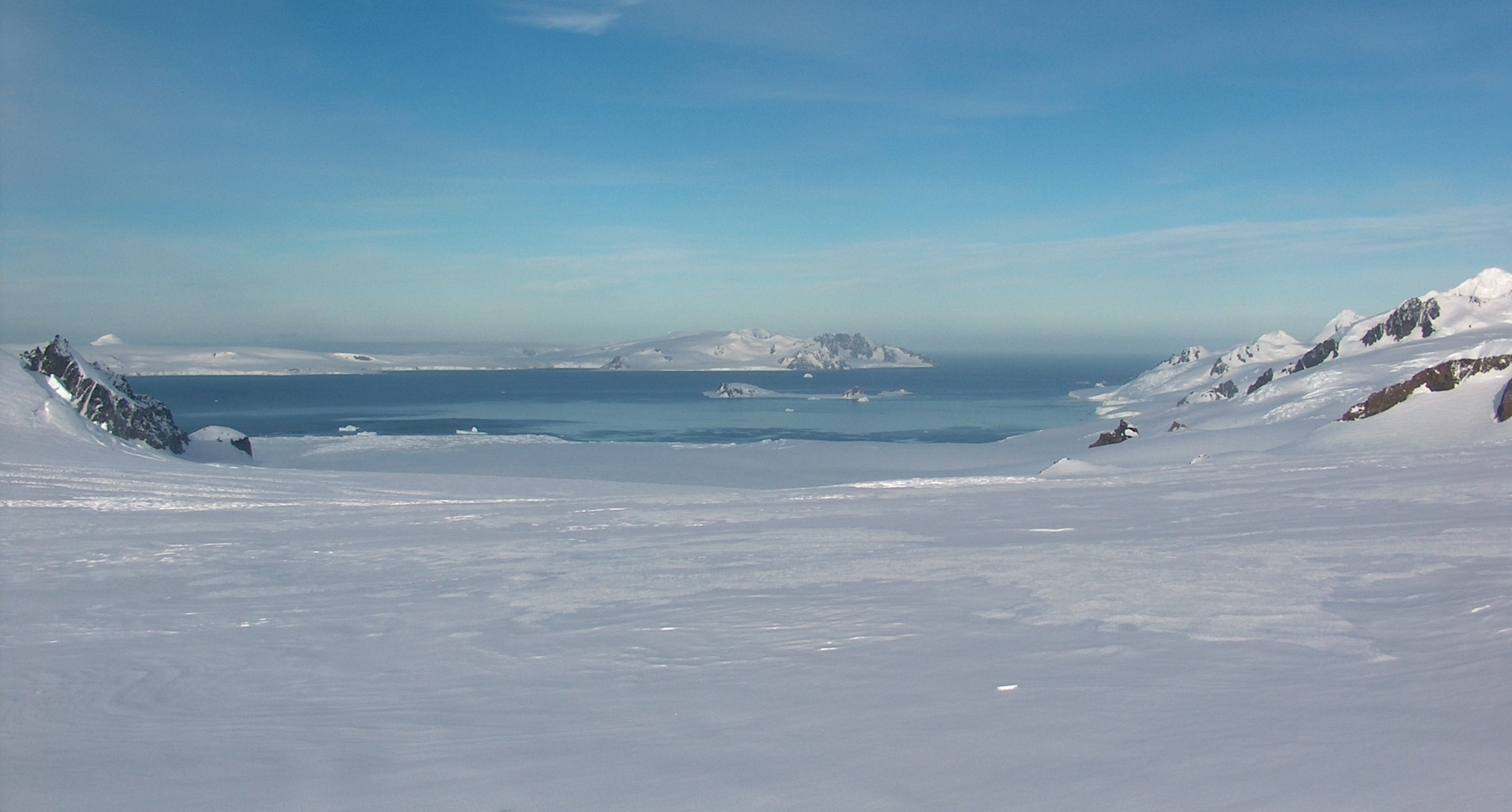
從休倫冰川的月灣望去麥克法蘭海峽，位置在格林尼治島和利文斯頓島之間。

麥克法蘭海峽（英語：McFarlane Strait）是南極洲的海峽，位於南設得蘭群島，處於格林尼治島和利文斯頓島之間，長24.5公里、寬3.35公里，該海峽在1822年被繪畫在地圖上。

## 外部連結
- SCAR Composite Antarctic Gazetteer（页面存档备份，存于）.